# Пол Хеймън
Пол Хеймън младши е американски кеч мениджър  на Федерациите, известен с кариерата си в професионалната борба като промоутър, коментатор и журналист. Има участия и като актьор в киното.
Има договор със Световната федерация. Хеймън е създателят на Екстремната федерация през 1990 година.

## Интро песни
- This Is Extreme By Harry Slash & The Slashstones
- Mental By Bryan New (като мениджър на Разбиване)
- Next Big Thing By Jim Johnston (като мениджър на Брок Леснар, от 7 май 2012)

## Награди и постижения
Pro Wrestling Illustrated
- Мениджър на годината (1992)

Wrestling Observer Newsletter
- Най-добър Букър (1994 – 1997, 2002)
- Най-добър в Интервюта (2013, 2014)
- Най-добър Кечист с Нестопанска (2001, 2002, 2004, – 2012 – 2014)
- Наблюдател Бюлетин на Кеча в Залата на славата (Избран за 2005)

World Wrestling Entertainment
- Член на Залата на славата (2024)